# Sphecodes pellucidus
Sphecodes pellucidus ist eine parasitische Biene (Kuckucksbiene) aus der Familie der Halictidae. Sie wird auf Deutsch auch Sand-Blutbiene genannt.

## Merkmale
Sphecodes pellucidus ist durchschnittlich groß, die Weibchen sind ca. 8 bis 10 mm lang, die Männchen ca. 7 bis 9 mm. Die Art ist nur schwer zu bestimmen, insbesondere die Männchen können nur über die Genitalien bestimmt werden. Kopf und Thorax sind schwarz, der Hinterleib ist rot, nur das letzte Segment ist schwarz. Der Körper der Weibchen ist relativ stark behaart. Der Thorax ist sehr dicht punktiert, der Kopf relativ breit, die Tibiae sind dunkel.

## Verbreitung
Diese Blutbiene ist über die ganze Paläarktis verbreitet. Sie ist aus Marokko bis Tunesien bekannt, und von Portugal über Europa bis zur Pazifikküste im Fernen Osten verbreitet. Im Norden ist die Art bis Irland und Südschottland, in Skandinavien bis über 62°N und im Süden bis Sizilien und Kreta zu finden, sie ist jedoch nicht vom griechischen Festland bekannt.
In Mitteleuropa ist sie fast überall nachgewiesen und mehr oder weniger häufig.

## Lebensraum
S. pellucidus kommt vor allem in Sandgebieten vor, in Sand- und Kiesgruben sowie an Waldsäumen und in Ruderalflächen.

## Wirte
Die Sand-Blutbiene parasitiert an Sandbienen, vor allem an Andrena barbilabris. Weitere Wirte sind A. nycthemera und Lasioglossum leucozonium. Wahrscheinlich parasitiert sie auch A. argentata und A. ventralis, vielleicht auch A. bicolor, A. humilis A. wilkella und Lasioglossum prasinum.

## Lebensweise
Sphecodes pellucidus ist wie alle Arten der Gattung eine Kuckucksbiene, d. h. die Eier werden in Nester anderer Bienen gelegt. Die Weibchen fliegen von April bis August, die Männchen von Juni bis September. Eventuell ist die Art bivoltin. Näheres siehe zum Beispiel bei S. crassus.